# Пресреліз
Пресреліз (англ. press — друк, англ. release — випуск, опублікування) — офіційний документ певної пресслужби або засобу масової інформації; інформація, підготовлена і поширювана установою або будь-яким органом для можливого опублікування у пресі.

## Основні параметри
Зазвичай, пресреліз має вигляд повідомлення для преси або інформаційного бюлетеня про певні події, що відбулися або передбачаються. Метою написання пресрелізу є ознайомлення ЗМІ з подією, актуальним способом розв'язання суспільної проблеми й подальше висвітлення її у найвигіднішому або важливому для організації аспекті. Якщо пресреліз написаний правильно — журналісти використовують з нього дані у своїх статтях практично без зміни.
Пресреліз у сучасному вигляді є контекстно спрямованим текстом без зайвої інформації. Текст повинен бути чітко акцентований і містити вельми конкретні відомості та відповіді на питання, що цікавлять. Грамотно оформлений пресреліз, як контекстна реклама — спрямований на ту людину, яку потрібно зацікавити в отриманні інформації. Саме тому при написанні пресрелізу важливі всі дрібниці, від початку і до кінця.
Обсяг пресрелізу, спосіб подання матеріалу та вибір мовних засобів спрямовані на те, щоб журналіст (редактор) зацікавився подією, ухвалив рішення про доцільність участі в цій події та її подальшого висвітлення.